# SERPINB2
SERPINB2 (англ. Serpin family B member 2) – білок, який кодується однойменним геном, розташованим у людей на короткому плечі 18-ї хромосоми. Довжина поліпептидного ланцюга білка становить 415 амінокислот, а молекулярна маса — 46 596.
| 10         |  | 20         |  | 30         |  | 40         |  | 50         |
| ---------- |  | ---------- |  | ---------- |  | ---------- |  | ---------- |
| MEDLCVANTL |  | FALNLFKHLA |  | KASPTQNLFL |  | SPWSISSTMA |  | MVYMGSRGST |
| EDQMAKVLQF |  | NEVGANAVTP |  | MTPENFTSCG |  | FMQQIQKGSY |  | PDAILQAQAA |
| DKIHSSFRSL |  | SSAINASTGN |  | YLLESVNKLF |  | GEKSASFREE |  | YIRLCQKYYS |
| SEPQAVDFLE |  | CAEEARKKIN |  | SWVKTQTKGK |  | IPNLLPEGSV |  | DGDTRMVLVN |
| AVYFKGKWKT |  | PFEKKLNGLY |  | PFRVNSAQRT |  | PVQMMYLREK |  | LNIGYIEDLK |
| AQILELPYAG |  | DVSMFLLLPD |  | EIADVSTGLE |  | LLESEITYDK |  | LNKWTSKDKM |
| AEDEVEVYIP |  | QFKLEEHYEL |  | RSILRSMGME |  | DAFNKGRANF |  | SGMSERNDLF |
| LSEVFHQAMV |  | DVNEEGTEAA |  | AGTGGVMTGR |  | TGHGGPQFVA |  | DHPFLFLIMH |
| KITNCILFFG |  | RFSSP      |  |            |  |            |  |            |

A: Аланін

C: Цистеїн

D: Аспарагінова кислота

E: Глутамінова кислота

F: Фенілаланін

G: Гліцин

H: Гістидин

I: Ізолейцин

K: Лізин

L: Лейцин

M: Метіонін

N: Аспарагін

P: Пролін

Q: Глутамін

R: Аргінін

S: Серин

T: Треонін

V: Валін

W: Триптофан

Кодований геном білок за функціями належить до інгібіторів протеаз, інгібіторів серинових протеаз. 
Задіяний у такому біологічному процесі, як активація плазміногену. 
Локалізований у цитоплазмі.
Також секретований назовні.